# 行為の哲学
行為の哲学または行為論（英: action theory, theory of action）は、哲学の領域であり、人間が自らの意志によって行為（身体の複雑な動き）を起こす過程についての理論。 
この領域は、認識論・倫理学・形而上学・法哲学・心の哲学などと関連し、アリストテレスの『ニコマコス倫理学』第三巻以来、哲学者の関心を集めてきた。21世紀の現代では、心理学と神経科学の発展によって、行為に関する理論の多くが実証研究の対象となっている。 

## 概観
基本的な行為論では、行為は、特定の情況において、行為者（英: agent）によって引き起こされる行動として記述される。行為者の欲求と信念（例えば、私という行為者がもつ、コップいっぱいの水を飲みたいという欲求と、目の前のコップに入っている透明の液体が水であるという信念）が、身体的行動に至らしめる（例えば、コップに手を伸ばす）。単純な理論（ドナルド・デイヴィッドソンを参照）においては、欲求と信念は組み合わされることで行為を引き起こす。マイケル・ブラットマンは、このような単純な理論が引き起こす問題を提起し、さらに意図という概念を基礎的なものとして扱い、欲求と信念に分節化するべきではないと論じた。 
他の理論においては、欲求とその欲求を充足するための手段についての信念はつねに行為の背景にあるものであるとされる。この理論において行為者は、行為に際して欲求の充足を最大化することを目指している。そのような予期的合理性の理論は、合理的な選択に関するより洗練された枠組みを利用する経済学やそれに関連する社会科学などを基礎づけている。しかしながら、行為論の多くは、合理性は目的を達成するために最善の手段を計算ことを越えることを意味していると論じている。例えば、「私がXをするべきである」という信念は、ある理論は、私がXをしたいという欲求をもつことなしに直接的に私がXをすることを引き起こすとする。このような理論では、合理性は、単に欲求に基づいて行動するのではなく、行為者が認識する理由に正しく応答することが含まれている。   
行為の哲学を扱う理論家は、行為の性質が何であるかを扱う理論において、一般的に因果関係の言語を利用するが、因果関係がどうなっているかという問題は自由意志の性質についての論争の中心的なトピックになっている。 
概念的な議論も、哲学における行為の精確な定義を巡って発展してきた。行為論の対象となる行為のカテゴリーに含まれる身体的動作はどのようなものかについて合意に至っていない。例えば、考えることは行為として分析されるべきなのか、いくつもの段階を経てなされ、多様な意図される帰結をもたらすような複雑な行為は、一括して論じるべきか分節化して論じるべきかなどをめぐる論争がある。 

## 主な学者
- エリザベス・アンスコム[1]
- ドナルド・デイヴィッドソン[1]
- マイケル・ブラットマン[1]

## 関連文献
- 門脇俊介、野矢茂樹 編『自由と行為の哲学』春秋社、2010年。ISBN 978-4393323243。（主要文献の日本語訳集）
- 古田徹也『それは私がしたことなのか: 行為の哲学入門』新曜社、2013年。ISBN 978-4788513440。